# Willy Mommer

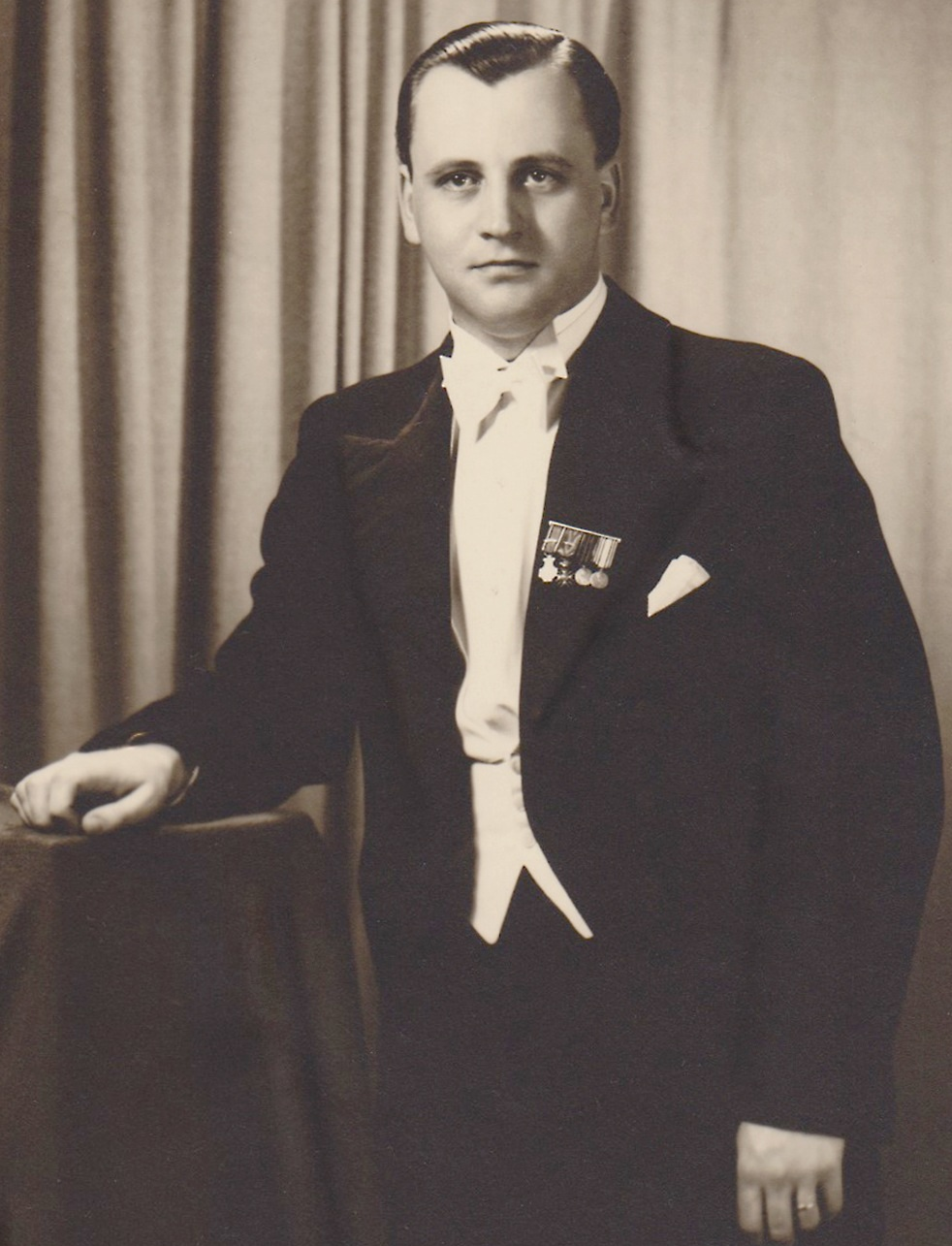
Willy Mommer jr. als junger Pianist mit den Auszeichnungen der belgischen Résistance (handsignierte Aufnahme des Eupener Fotografen Felix Vanderheyden, wahrscheinlich um 1946)

Willy Mommer junior (* 12. Dezember 1921 in Eupen/Belgien; † 25. August 1972 ebenda) war ein belgischer Pianist und Organist, Chor- und Orchesterleiter, Komponist und Musikpädagoge sowie Konzertveranstalter. Als Angehöriger der belgischen Résistance im Zweiten Weltkrieg machte er sich als Widerstandskämpfer gegen das nationalsozialistische Regime verdient.

## Kindheit und Jugend
Mommer wurde als ältestes von drei Kindern der Eheleute Willy Mommer (1882–1943) und Clara Peters (1898–1996) in eine katholisch geprägte Familie hineingeboren. Bereits sein Großvater, der Kirchenmusiker und Chorleiter Robert Mommer (1844–1908) sowie sein Vater, ebenfalls Kirchenmusiker, Komponist, Musikpädagoge, Kulturförderer und Chorleiter, prägten das Eupener Musikleben. Nach dem Besuch der Volksschule in Eupen erhielt er 1940 am dortigen Collège Patronné (heute Pater-Damian-Sekundarschule) sein Abiturzeugnis. Als Kind und Jugendlicher wurde er von seinem Vater sowie von der belgischen Pianistin Elise Dehin-Delacroix aus Lüttich und von dem Pianisten Heinrich Nelting in Aachen in Klavierspiel sowie in Harmonie- und Kompositionslehre unterrichtet.
Nach der Annexion von Eupen-Malmedy-Moresnet durch das Deutsche Reich im Mai 1940 übernahm die Aachener Schulbehörde die Verwaltung des Collège Patronné und stellte der damaligen Oberprima ein Hochschulstudium unter der Bedingung eines freiwilligen Eintritts in den Reichsarbeitsdienst in Aussicht. Im Vertrauen auf dieses, später durch die Schulbehörde nicht eingehaltene Versprechen, begab sich Mommer im Herbst 1940 nach Köln, um sich wegen eines Studiums der Germanistik und Musik an der Universität zu Köln bzw. an der Musikhochschule Köln zu erkundigen.

## Krieg und Widerstand
Im Oktober 1940 kam Mommer zum Reichsarbeitsdienst nach Reifferscheid bei Hellenthal und am 10. März 1941 erfolgte seine Einberufung in die deutsche Wehrmacht. In Münster wurde er bei der 4. Kompanie der Nachrichten-Ersatz-Abteilung 16 zum Funker für nachrichtendienstliche Aktivitäten ausgebildet und im Oktober 1941 zur Meldestaffel VI nach Köln-Wahn versetzt. Im Frühjahr 1943 absolvierte Mommer erfolgreich eine Prüfung, mit der er bis in die Funkabteilung einer Armeekorpsführung aufstieg. Am 9. Juni 1943 wurde er von Wahn nach Belzig/Brandenburg zum Geheimen Funkmeldedienst des Oberkommandos der Wehrmacht (OKW), Amt Ausland/Abwehr unter Admiral Wilhelm Canaris versetzt.
In Belzig (Kodename „Burg“ im Funknetz des deutschen militärischen Geheimdienstes und neben der Übersee-Funkzentrale in Hamburg-Wohldorf von 1939 bis 1945 Sitz der größten deutschen Funkstation für drahtlose Nachrichtenübertragung) wurde er neben seiner Tätigkeit als Elitefunker auch mit musikalischen Aufgaben betraut. Als Pianist und Leiter mehrerer Kammermusikensembles, eines Sinfonieorchesters („Das Berliner Orchester“) sowie eines Salonorchesters absolvierte er zahlreiche Konzerte in Städten wie Berlin, Potsdam, Frankfurt/Oder, Küstrin/Oder sowie in Belzig und Umgebung. Durch sein musikalisches Können war er in privilegierter Position und hatte somit Zugang zu hohen Machtzirkeln der Abwehr und des OKWs und unternahm selbst Dienstreisen mit Canaris nach Spanien und in die Türkei. Von der sich in Auflösung befindenden Abwehr erhielt er im April 1945 den Auftrag, in Bayern als Funker die Werwolftätigkeiten der Wehrmacht und der SS gegen die vorrückenden amerikanischen Streitkräfte zu unterstützen. Über Prag und den Bayerischen Wald reiste er nach einer kurzen Dienstzeit bei der Abwehr-Außenstelle Obing am Chiemsee kurz vor Ende des Krieges bis in die sogenannte Alpenfestung. Nach Kriegsende kehrte Mommer Anfang Juli 1945 in seine Heimatstadt Eupen zurück.
Bereits 1940 hatte sich Mommer innerhalb der Résistance dem belgischen Widerstandsnetz TEGAL angeschlossen und war für diese von Oktober 1940 bis zum Kriegsende tätig. Von seinen Einsatzorten Münster, Köln-Wahn (über Kuriere des französischen Résistancenetzes ZERO) und Belzig (per Funk mit einer speziellen Technik) übermittelte er der belgischen Résistance und dem britischen Secret Intelligence Service kriegswichtige Informationen. Im April 1945 war er zwar wegen Spionageverdachts in Berlin inhaftiert worden, konnte sich aber einer Verurteilung entziehen. Später bezeichnete der belgische Historiker Emmanuel Debruyne Mommer als den wahrscheinlich fruchtbarsten ostbelgischen Wehrmachtssoldaten in Diensten des Widerstandsnetzes Tégal.

### Ehrungen

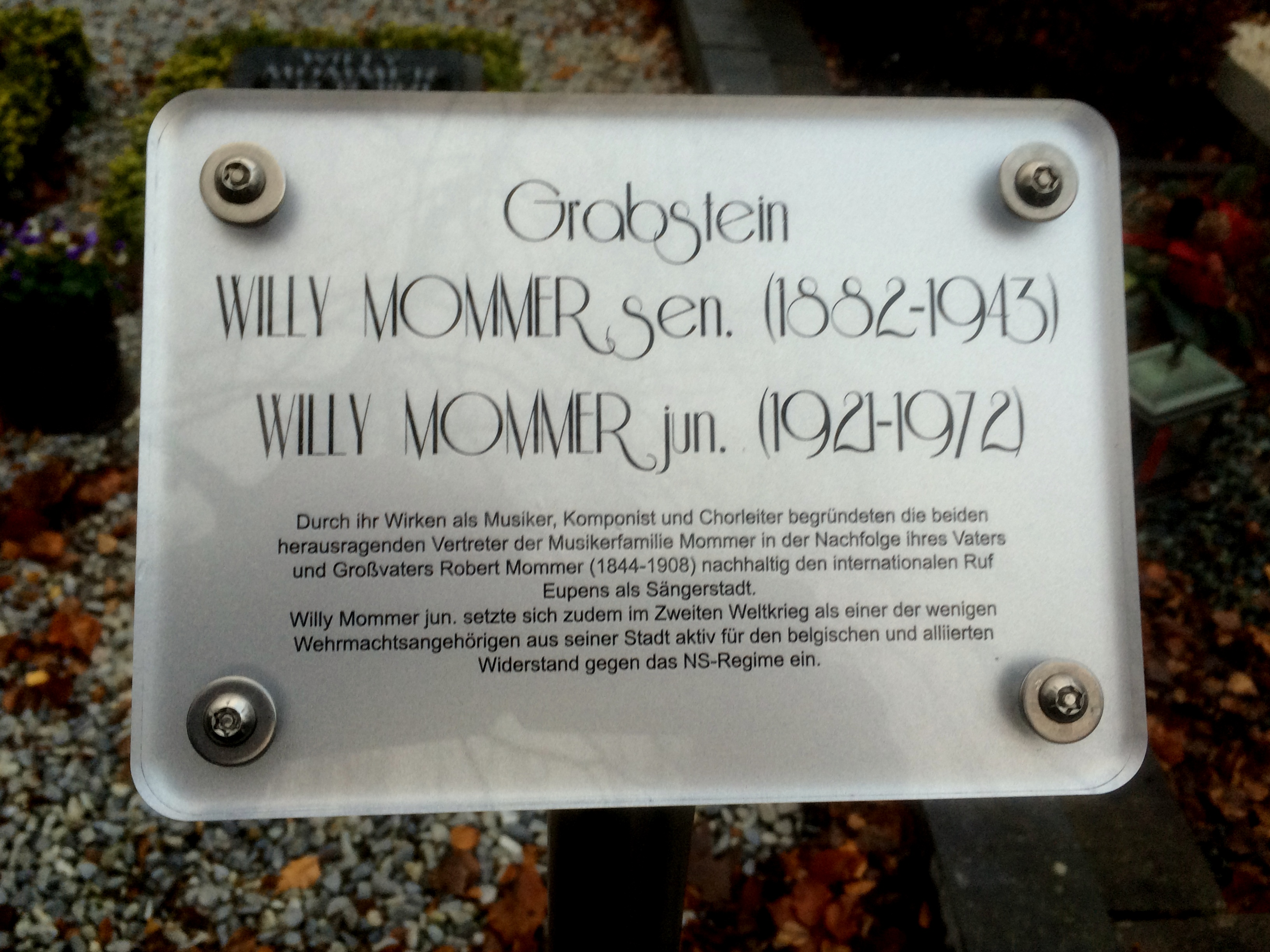
Gedenktafel Willy Mommer auf dem Eupener Friedhof

Nach dem Krieg wurde Mommer in Belgien für seine Verdienste als aktiver Widerstandskämpfer mit mehreren Auszeichnungen geehrt, darunter
- dem belgischen Kriegskreuz mit bronzener Palme,
- der Médaille commémorative de la guerre 1940–1945,
- der Décoration militaire pour service exceptionnel ou acte de courage ou de dévouement mit silberner Palme und
- der Medaille de la Résistance.

Eine von der Stadt Eupen angebrachte Gedenktafel am Grabmal der Musikerfamilie Mommer auf dem Eupener Friedhof hebt neben deren musikalischen Leistungen zudem den aktiven Einsatz von Willy Mommer junior im Zweiten Weltkrieg „als einer der wenigen Wehrmachtsangehörigen aus seiner Stadt“ für den Widerstand gegen das NS-Regime hervor.

## Musikalische Laufbahn
Nach seiner Rückkehr aus dem Krieg wollte Mommer eigentlich eine Pianistenlaufbahn einschlagen, blieb jedoch nach dem Tod seines Vaters in der jetzt zur Deutschsprachigen Gemeinschaft Belgiens gehörenden Stadt Eupen, um die dortige von seinem Großvater, seinem Vater und seinem Onkel Hubert Mommer aufgebaute Musikszene weiter fortzuführen und auszubauen. Er übernahm die Leitung mehrerer privater und schulischer Chöre aus Eupen und Umgebung und trat gelegentlich zudem als Solo-Pianist und Kammermusiker sowie als Klavierbegleiter unter anderem von Walter Berry, Josef Greindl, Walter Raninger, Renato Capecchi und Ivan Rebroff in Erscheinung.
Mommer förderte vor allem den musikalischen Nachwuchs und leitete über viele Jahre die Organisation Jugend und Musik in Eupen und Ostbelgien sowie später als Vizepräsident die Fédération Nationale des Jeunesses Musicales de Belgique (Landesverband Jugend und Musik). So verpflichtete er u. a. namhafte belgische und internationale Ensembles und Solisten. Bis zu seinem Tode setzte er sich immer wieder für die Schaffung einer Musikakademie und – vergeblich – für den Bau eines Kulturzentrums in Eupen ein. Darüber hinaus belebte er als Konzertveranstalter das musikalische Leben Eupens und holte 1967 die Konzertreihe „Weihnachten in der Stadt“ von Brüssel nach Ostbelgien. Zwischenzeitlich war er zudem als Moderator wöchentlicher klassischer Musiksendungen im Belgischen Rundfunk in deutscher Sprache (Er komponierte auch das Sendezeichen für die Sendungen in deutscher Sprache des Belgischen Rundfunks) zu hören und gehörte eine Zeit lang dem Verwaltungsrat des Orchestre Philharmonique de Liège an.
Gleich seinem Vater widmete er sich zu alledem dem Komponieren sowohl von geistlicher als auch im Besonderen von weltlicher Musik und so entstanden aus seiner Neigung zur deutschen und französischen Literatur mehrere Vertonungen von Gedichten bedeutender Dichter. Zudem komponierte er Bühnenmusiken, eine Operette sowie einige wenige Klavierwerke und schuf zahlreiche Chorbearbeitungen von Volksliedern aus der ganzen Welt in ihrer Originalsprache.

### Chorleitungen
Bereits 1945 erhielt er eine Anstellung als Sprach- und Musiklehrer an der Oberstufe des Collège Patronné, wo er den dortigen Knabenchor übernahm. Zugleich wurde er mit der Leitung des Mädchenchores am benachbarten Heidberg-Lyzeum betraut. Des Weiteren übernahm er 1946 in der Nachfolge seines Onkels das Dirigat des 1905 gegründeten Eupener Kgl. MGV Marienchor Eupen 1905 und hob ein Jahr später das 1926 von seinem Vater gegründete Eupener Männerquartett wieder aus der Taufe. Mit diesem Chor unternahm Mommer zahlreiche Tourneen im In- und Ausland, darunter nach Frankreich, Portugal, Deutschland, England, Luxemburg, Jugoslawien sowie in die Niederlande und die nordischen Staaten und nahm erfolgreich an mehreren Chorwettbewerben teil. Alleine in den Jahren 1958, 1959 und 1963 war sein Chor bis dahin als einziger dreimal unter den ersten Preisträgern beim Internationalen Chorwettbewerb „Concorso Polifonico Internazionale ‚Guido d'Arezzo‘“ in Arezzo/Italien vertreten und Mommer gewann 1959 den dortigen Dirigentenpreis.
Anfang der fünfziger Jahre hatte Mommer zudem dem Cäciliengesangverein an der Eupener St. Nikolaus-Kirche als Dirigent vorgestanden, mit dem er anlässlich dessen 100-jährigen Bestehens das Oratorium Judas Maccabaeus von Georg Friedrich Händel aufführte, für das er in der lokalen Presse beste Kritiken erhielt. Darüber hinaus dirigierte er von 1960 bis zu seinem Tod den Chor La Royale Union Wallonne in Malmedy und übernahm im gleichen Jahr zudem die Leitung des Chores der Städtischen Technischen Schule. Vor allem mit seinen Chören, die er zu großen Konzerterfolgen führte, prägte Mommer maßgeblich das Kulturleben seiner Heimatstadt Eupen und darüber hinaus.

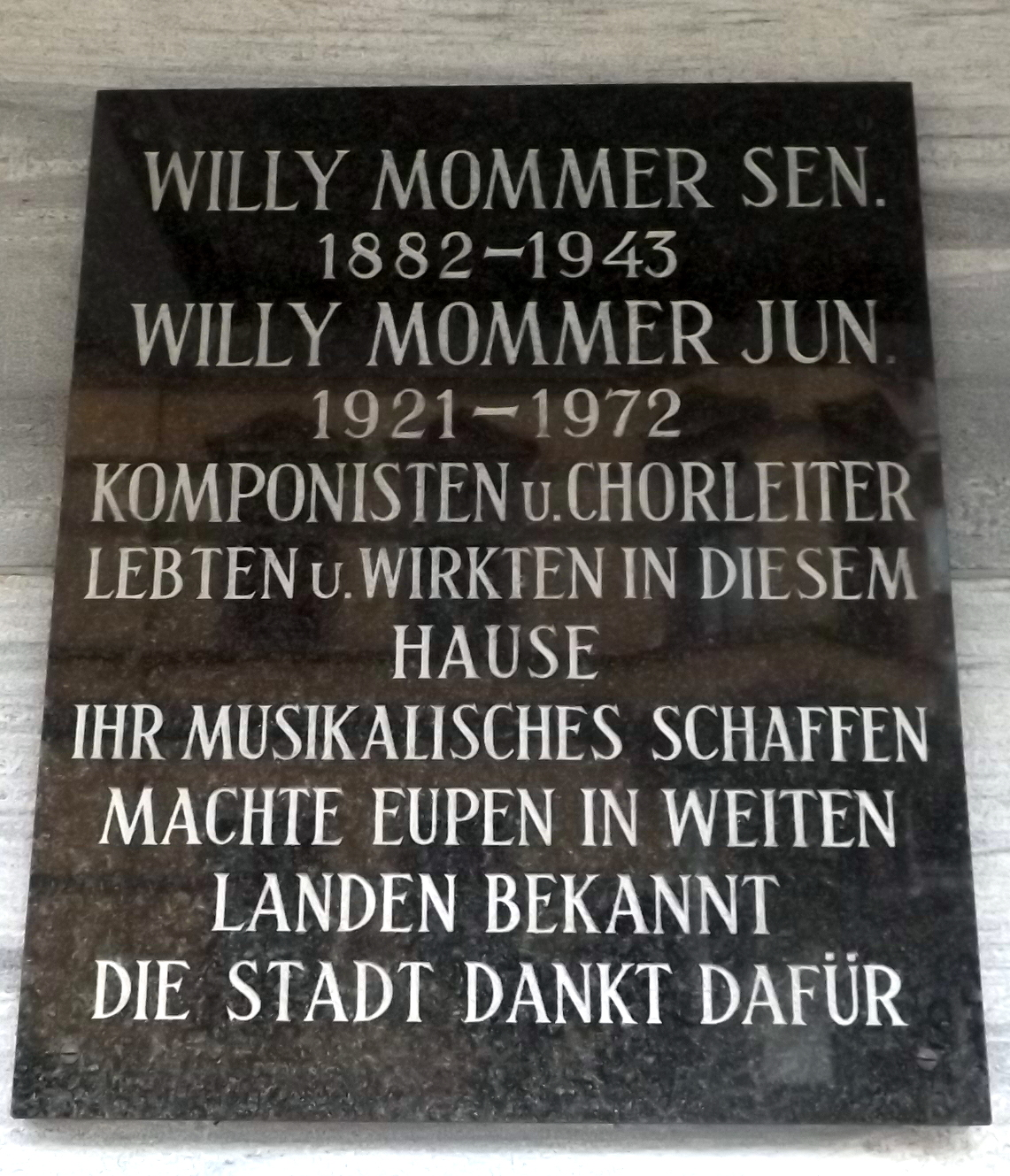
Gedenktafel am Haus der Familie Mommer in Eupen

Beim Auftritt des Männerquartetts, das damals seit kurzer Zeit den Namen „National Vokalensemble César Franck“ trug und als Vertreter Belgiens für das kulturelle Rahmenprogramm der Olympischen Sommerspiele 1972 in München auserwählt war, konnte Mommer seinen Chor nicht mehr selber leiten. Er erlag wenige Tage später einer schweren Krankheit und fand seine letzte Ruhestätte auf dem Eupener Friedhof. Mommer hinterließ seine Ehefrau Hilde geborene Pankert und sechs Kinder.
Die Stadt Eupen hat 1982 am ehemaligen Wohnhaus von Willy Mommer Vater und Sohn in der Gospertstraße 89 in Eupen eine Gedenktafel anbringen lassen. Darauf wird gewürdigt, dass „ihr musikalisches Schaffen Eupen in weiten Landen bekannt gemacht hat“. Anlässlich seines 25. Todestages spielte 1997 der Kgl. MGV Marienchor Eupen zu Ehren seines ehemaligen Dirigenten Willy Mommer die CD Die Eupener Komponistenfamilie Mommer – musica sacra zwischen Rhein und Maas ein, die mit einem Begleitheft von Alfred Minke herausgegeben wurde.
Zudem haben im Jahr 2017 seine Tochter Marie-Claire und der Historiker an der Universität Luxemburg, Christoph Brüll, ein Buch über Willy Mommers Leben herausgegeben.

## Kompositionen (Auswahl)

### Geistliche Werke
Messen
- Messe für Gemischten Chor, op. 18
- Messe für Männerchor 4 Stimmen a capella zu Ehren der Unbefleckten Empfängnis Mariä, op. 84, (Missa „In Conceptione Immacul. B.M.V.“ ad quator voces viriles – Hochwürden Josef Pankert freundlichst gewidmet, 1953)
- Missa Festiva e-Moll für Soli, 4-stimmig, Chor und Orgel
- Messe d-Moll für 3-stimmigen Frauenchor, 4-stimmigen Männerchor und Orgel
- Missa Regina Coeli für Männerchor (dem Gedenken an meinen Vater und an meine Schwester Else gewidmet, 1963/64)
- Fragmente einer Messe in B

Motetten und andere geistliche Chorwerke
- Jesu dulcis memoria (Motette, 1983)
- Panis angelicus (1983)
- Hodie christus natus est (1955)
- O salutaris hostia (Doppelchor, 1960)
- Ave verum für Männerchor
- Pange lingua für 8-stimmigen Männerchor, op. 23 a
- Adoramus te für 4–6stimmigen gemischten Chor (1961)

### Weltliche Werke
Sololieder
- Verspruch für Mezzo und Klavier (Text Franz Peter Kürten) (1953)
- Mutter für Singstimme und Klavier (Text Franz Peter Kürten) (1955)
- Serenade für Singstimme und Klavier (nach einem eigenen Text) (1955)
- Allerseelenfrühling für Alt und Klavier (dem Gedenken an seinen Vater und seine Schwester gewidmet)

Chorlieder

Bisher erfasst sind rund 40 Lieder, meist für Männerchor. Vertont wurden zumeist Texte bedeutender deutscher Dichter wie von:
- Franz Peter Kürten: Scheidegruß, Am Abend, Lustige Hochzeit, Wanderlust, O Rosen rot, Nach dem Tanz
- Eduard Mörike: Verborgenheit, Das verlassene Mädchen, Gebet
- Hans Carossa: Der alte Brunnen
- Emanuel Geibel: Die stille Wasserrose
- Theodor Fontane: Der stille Mittag
- Theodor Storm: Mondlicht, Die Nachtigall, Oktoberlied
- Joseph von Eichendorff: Abendgruß

Diese Kompositionen wurden vorrangig bei bekannten deutschen Chorverlagen wie Schwann, Spiess, Hartkopf, Engels usw. verlegt.
- Théophile Gautier: Au bord de la mer
- Die Tafelrunde (Text und Musik) für Männerchor

Bühnenwerke
- Joli Gilles, Opéra comique en deux actes: Musique Willy Mommer
- La double erreur, Opérette en un acte (Text Arthur Nisin)
- Chormusik zu Sophokles Antigone
- Glockenlied für Sopransolo und gemischten Chor

Klavierwerke
- Nocturno für Klavier „An Hilde“ (seiner späteren Gattin Hilde Pankert gewidmet, 1942)
- In der Kriegskorrespondenz 1944 von Willi Mommer jun. an Hilde Pankert werden als ihr zugedacht die beiden folgenden, allerdings verschollenen Klavierwerke genannt:
  - Ballade für Klavier
  - Konzertstücke für Klavier (etwa 1943/44)

## Tonträger (Auswahl)
- Kgl. Eupener Männerquartett, DNB/NDB (Belgische Nationaldiskothek) 30.001, Studio FONIOR, Brüssel, 13. Juni 1964
- Kgl. Männerquartett Eupen, DNB/NDB (Belgische Nationaldiskothek) 30.005, Studio FONIOR, Brüssel, 22. Januar 1966
- Kgl. Männerquartett Eupen, KME 503, Studio FONIOR Brüssel, 10. Februar 1968
- Kgl. Männerquartett Eupen und seine Solisten: Weihnachten in aller Welt, KME 504, ohne Aufnahmeort und -datum.
- Belgisches Nationalensemble Kgl. Männerquartett Eupen, Seite 1: Musikalische Kostbarkeiten der Renaissance, Seite 2: Chormusik aus aller Welt – Aus der Schatztruhe des Volksliedes, KME 505, Studio FONIOR Brüssel 27. Juni 1970 (in Zusammenarbeit mit dem Ministerium für Kultur)
- Nationales Vokalensemble Kgl. Männerquartett Eupen, Hubert Vanaschen, Medaille der belgischen Regierung 1970, und das Kgl. Männerquartett (Belgisches Nationalensemble) EUPEN, KME 506, ohne Aufnahmeort und -datum
- Nationalensemble Kgl. Männerquartett Eupen – Belgien: Chorwerke aus 4 Jahrhunderten, Seite 1: Von der Motette zum romantischen Chorlied, Seite 2: Volkslieder in aller Welt, KME 507, Aufnahme: Eupen, November 1971 (in Zusammenarbeit mit dem Kulturministerium, Kulturamt für die deutschsprachige Gegend)
- Nationalensemble Kgl. Männerquartett Eupen – Belgien: Chorwerke aus 4 Jahrhunderten, Seite 1: Vom Madrigal zum Chorlied, Seite 2: Lieder der Völker und Nationen, KME 508, Aufnahme: Eupen, November 1971 (in Zusammenarbeit mit dem Kulturministerium, Kulturamt für die deutschsprachige Gegend).
- La Royale Union Wallonne Malmedy chante. Le Chant à travers les siècles..., le Folklore à travers le monde!, ohne Aufnahmeort und -datum.
- La Royale Union Wallonne Malmedy: Le Monde En Chansons, ohne Aufnahmeort und -datum.
- Kgl. MGV Marienchor Eupen, Chormusik aus Zeit und Welt, Musikalische Reise durch Länder und Kontinente, MCE 301.
- Kgl. MGV Marienchor Eupen, Die Eupener Komponistenfamilie Mommer – musica sacra zwischen Rhein und Maas, mit einem Begleitheft von Alfred Minke, BEMA PGmbH, Eupen 1997